# Vercurago

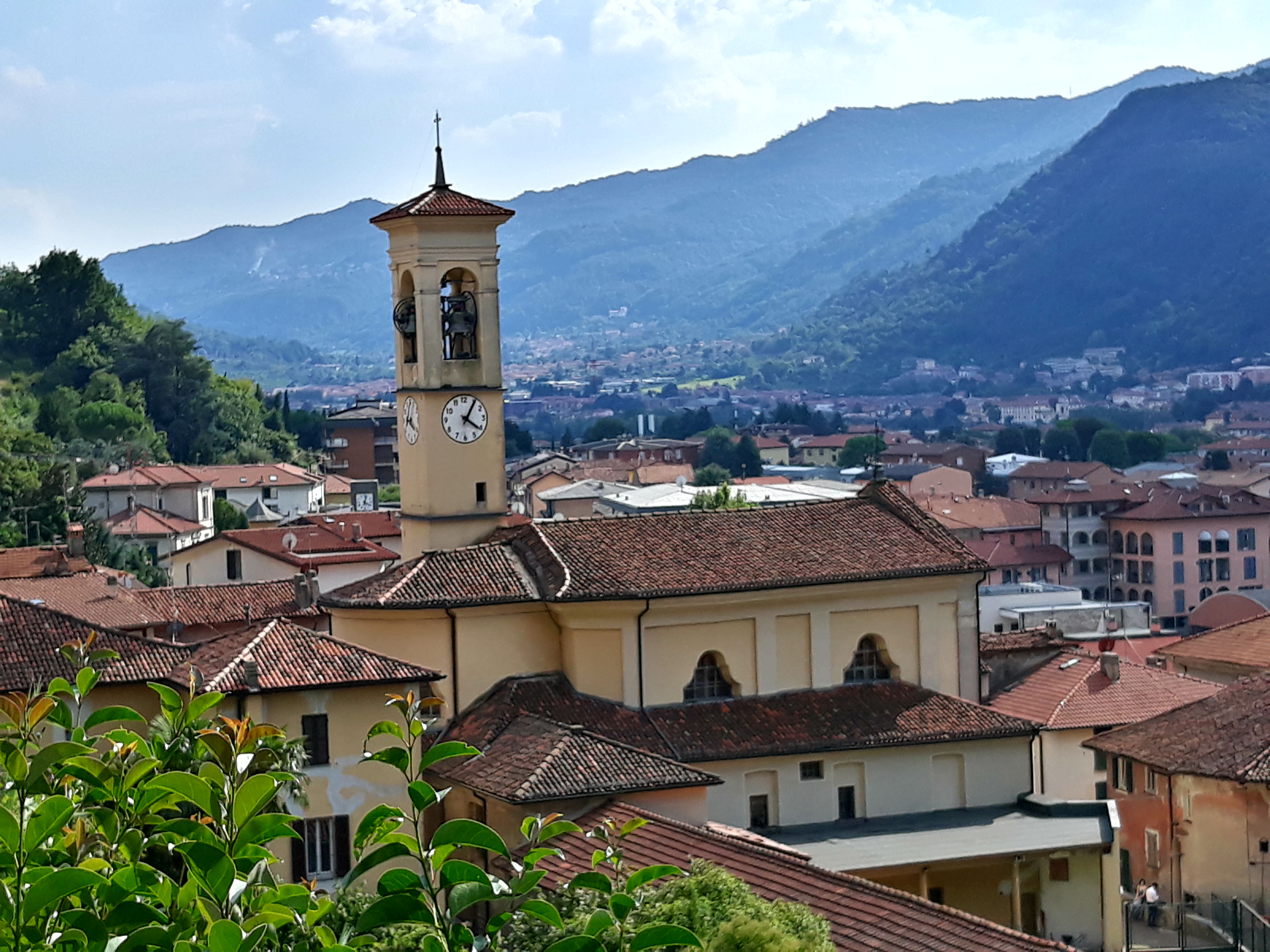
Kirche Santi Gervasio e Protasio (Vercurago)

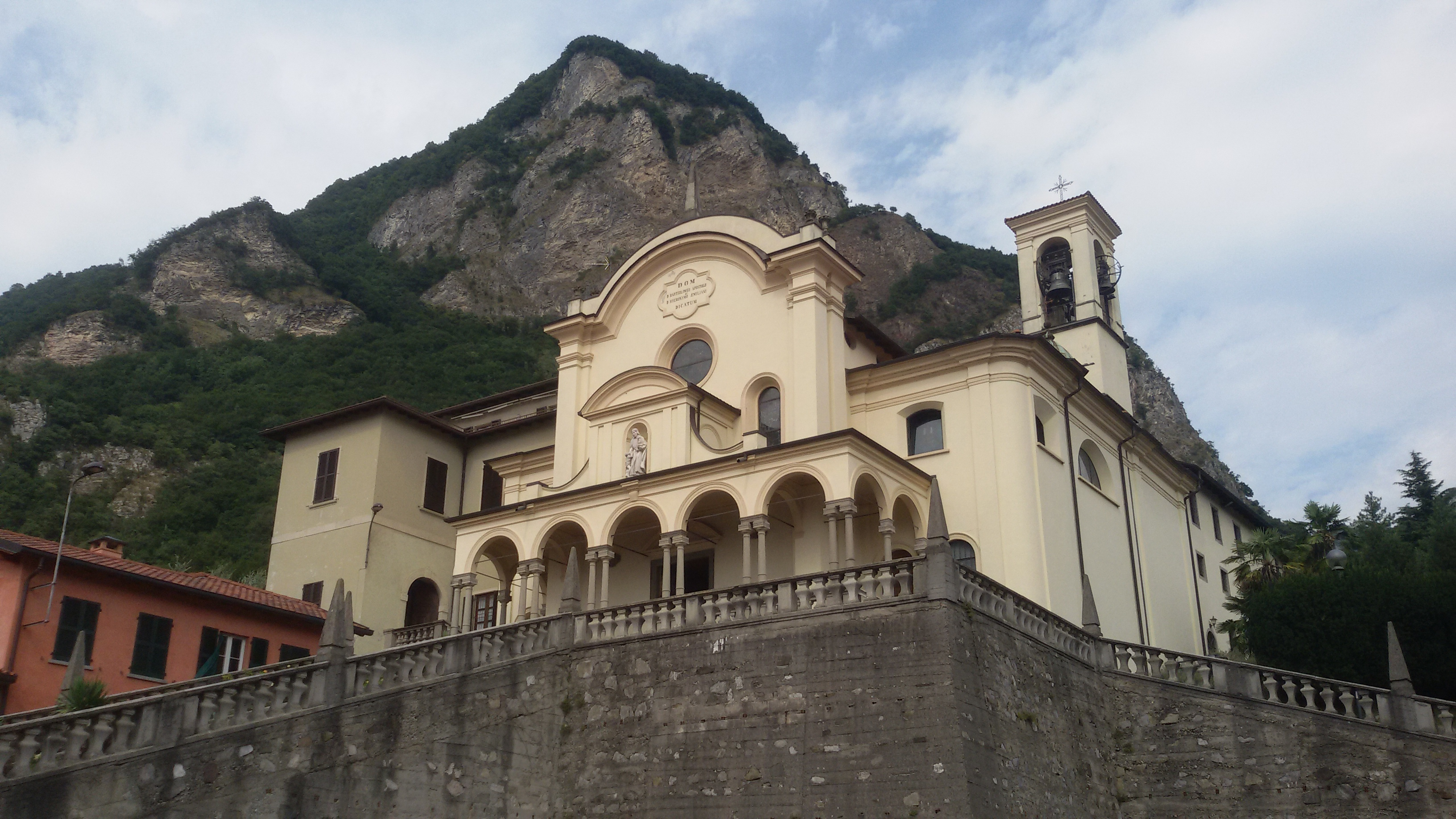
Wallfahrtskirche San Girolamo Emiliani

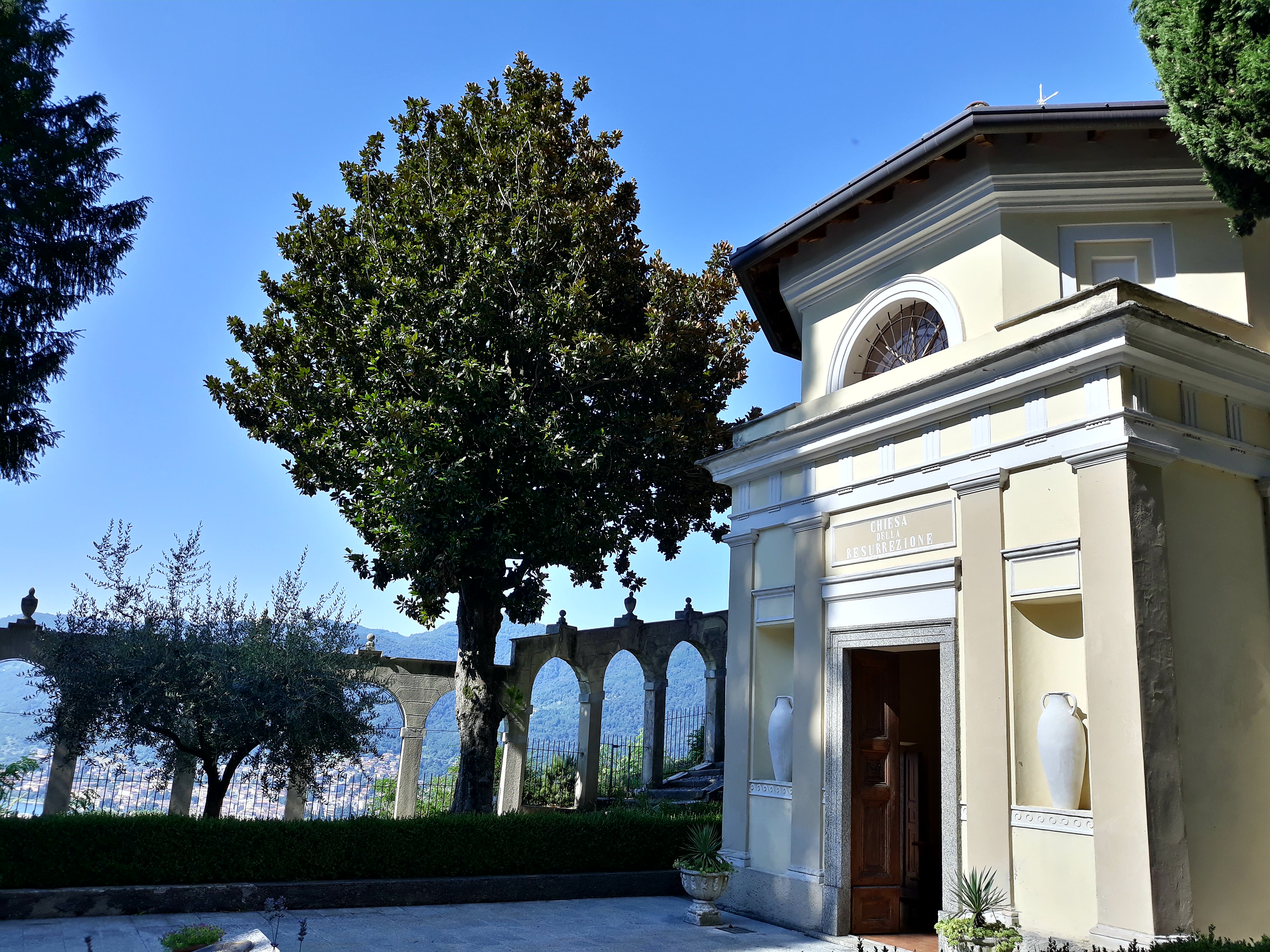
Kirche della Resurrezione am Sacro Monte di Somasca

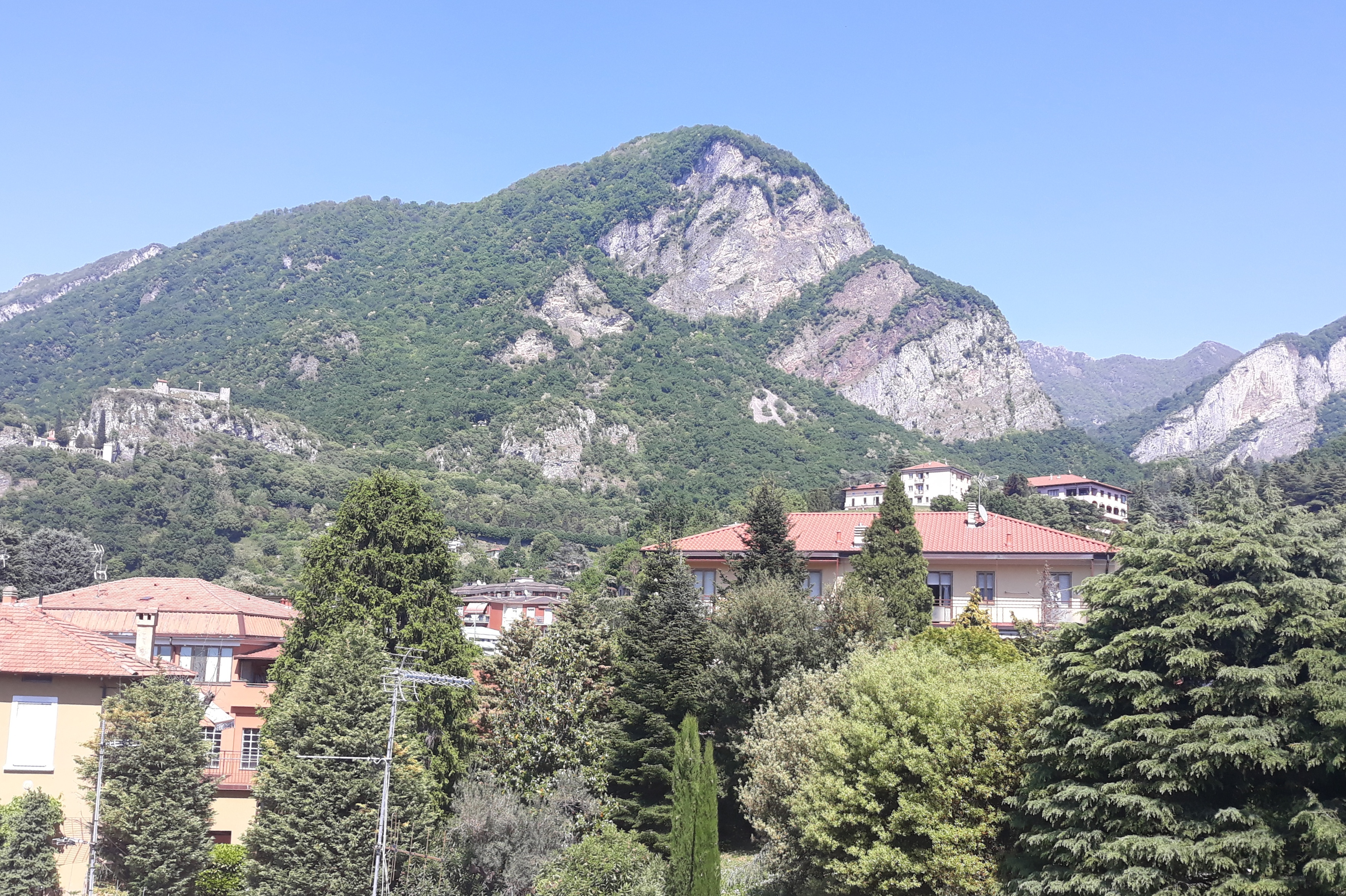
Berg Mudarga und Castello dell’Innominato

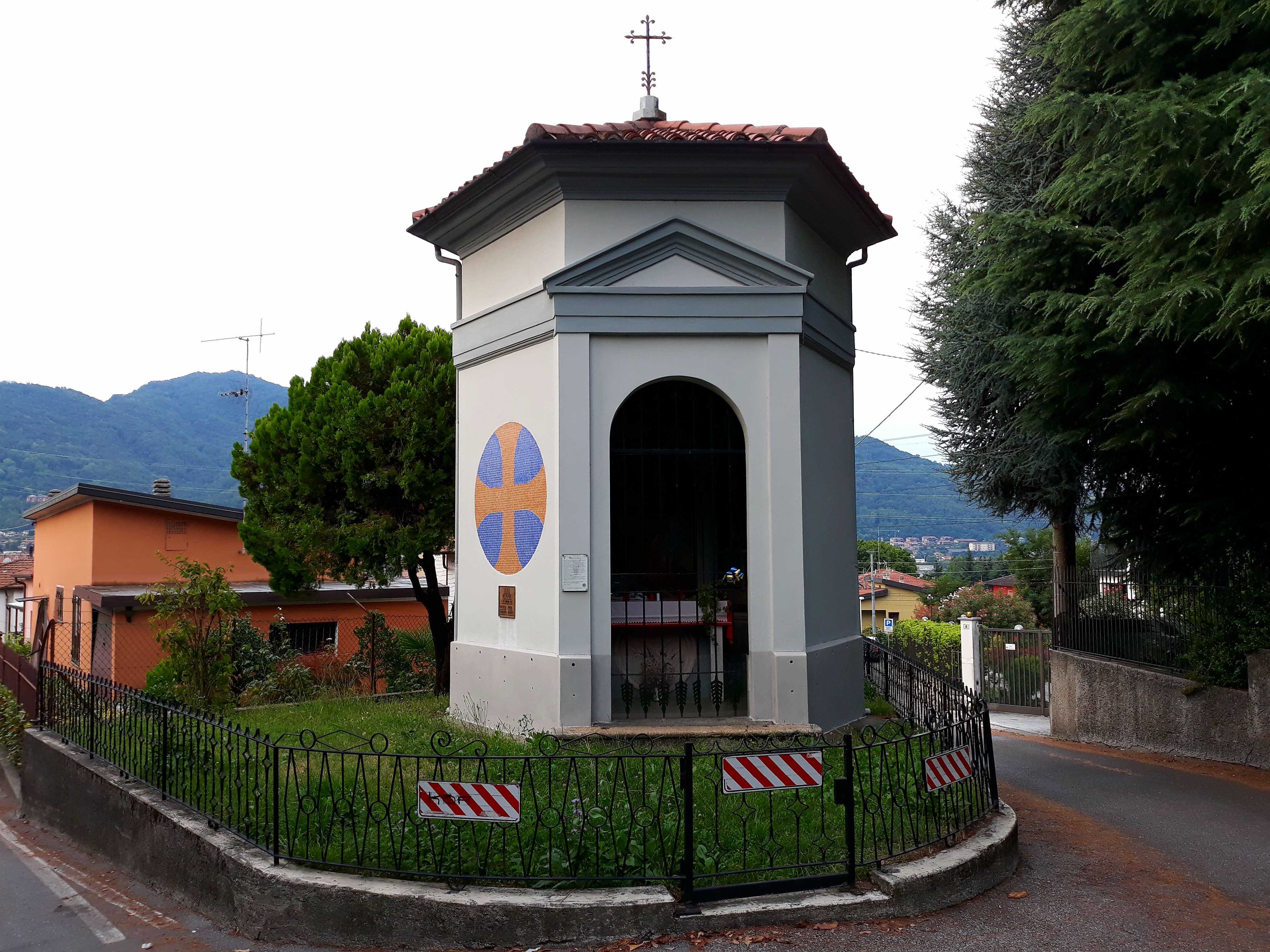
Betkapelle San Mauro

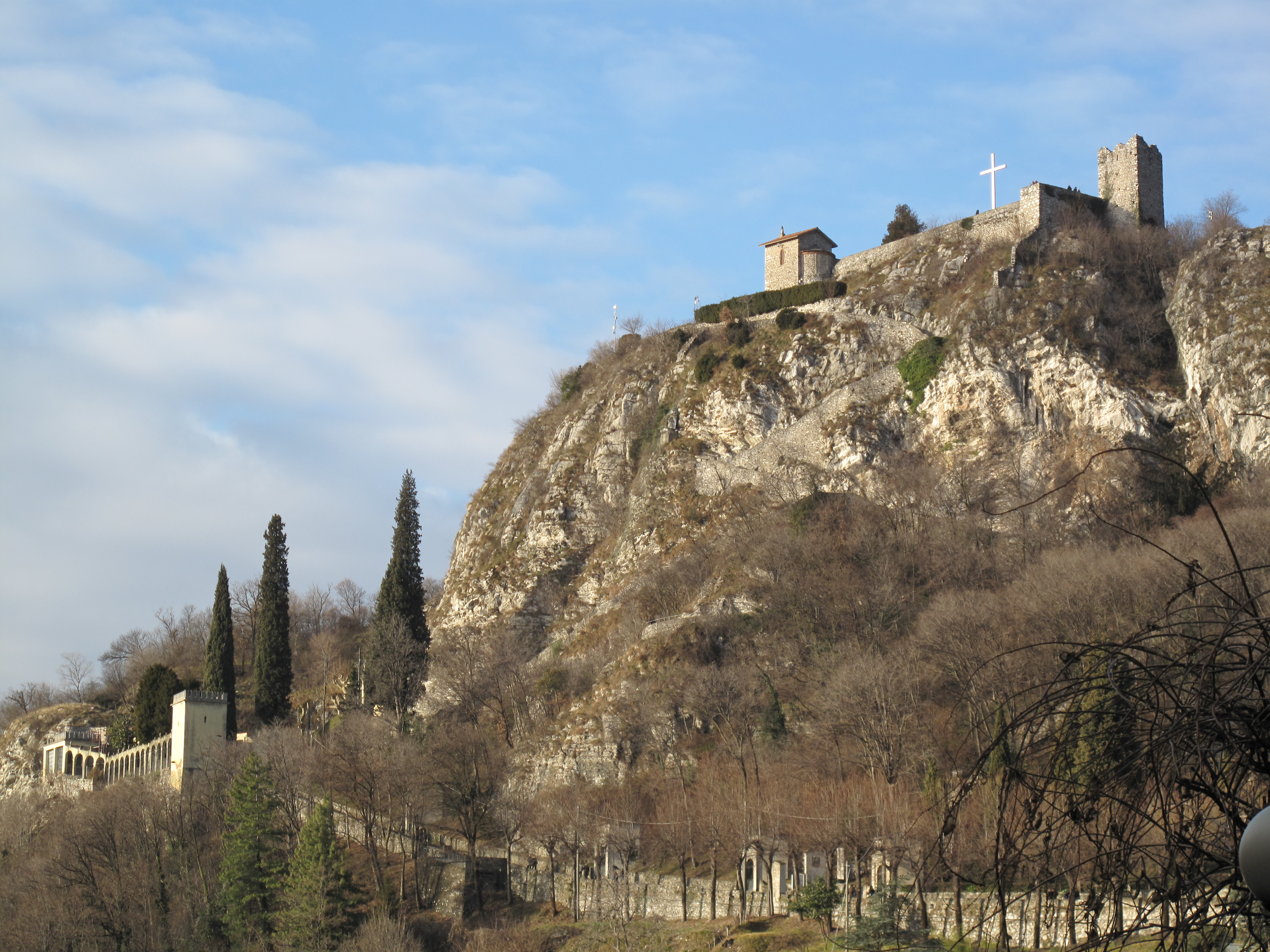
Schloss dell’Innominato

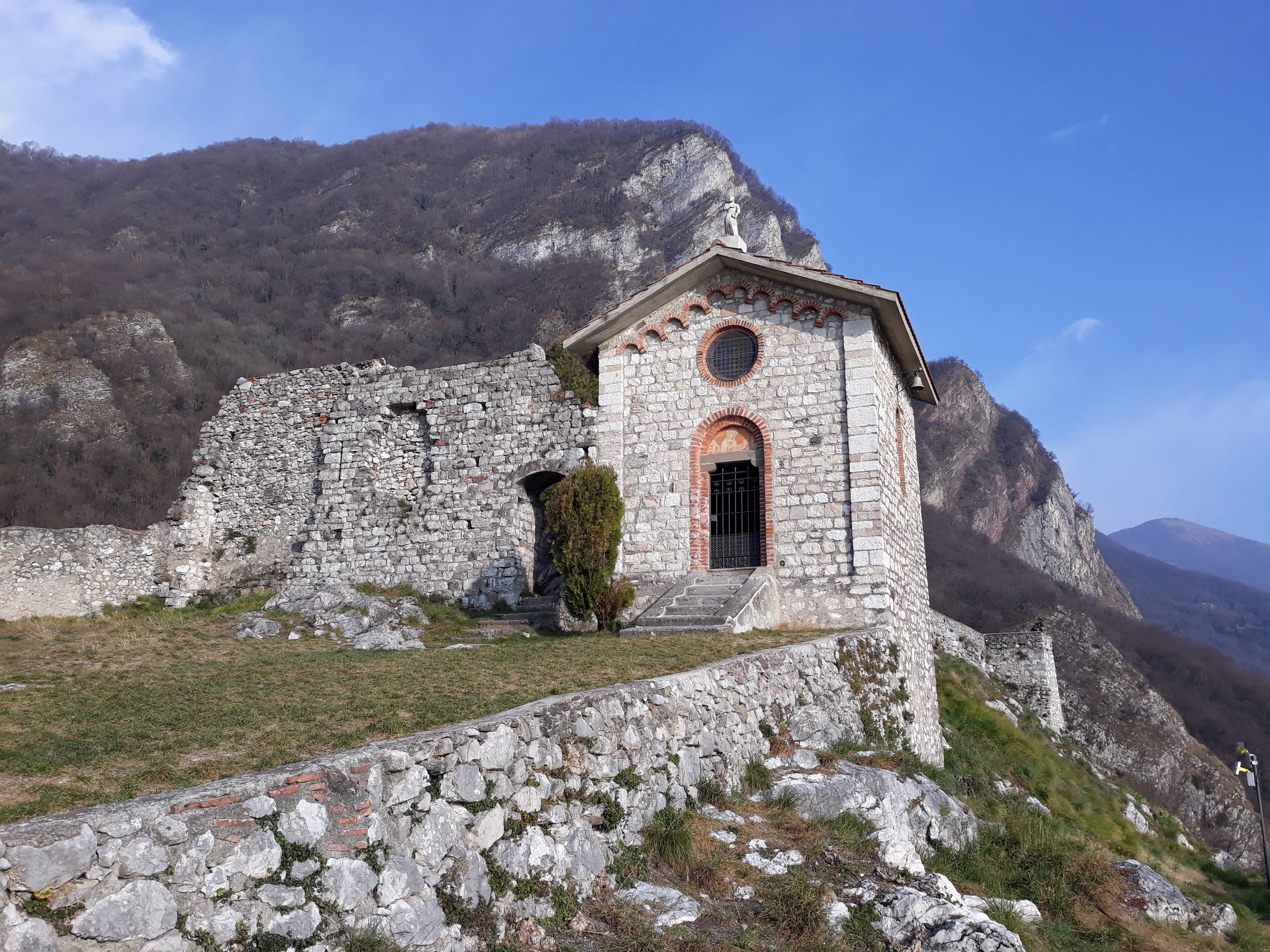
Betkapelle Sant’Ambrogio am Eingang zum Schloss des Unbenannten

Vercurago ist eine Gemeinde in der Provinz Lecco in der italienischen Region Lombardei mit 2695 Einwohnern (Stand 31. Dezember 2023).

## Geographie
Vercurago liegt etwa 4 km südöstlich der Provinzhauptstadt Lecco und 45 km nordöstlich der Millionen-Metropole Mailand. Zur Gemeinde gehören die zwei Fraktionen Folla und Somasca, Gründungsort des Ordens der Somasker mit dem Heiligtum San Girolamo Emiliani. Im Jahr 1971 hatte die Gemeinde Vercurago eine Fläche von 212 Hektar. Sie liegt am Ostufer des von der Adda durchflossenen Lago di Garlate.
Die Nachbargemeinden sind Calolziocorte, Erve, Garlate, Lecco und Olginate.

## Geschichte
Die ersten Nachrichten über die Existenz von Vercurago stammen aus der Zeit kurz nach dem Tod Karls des Großen; das Dorf wurde erstmals im Testament von Rotprando erwähnt, einem Dokument vom 3. März 814. Das Testament wurde vom Notar Nannone nach dem Tod des wohlhabenden Adligen lombardischer Herkunft Rotprando de Watingo, genannt Prando, verfasst. Rotprando, der Sohn von Sicnemario de Watingo, war wahrscheinlich ein Bewohner der Isola Comacina, der, da er keine Erben hatte, beschloss, einen großen Teil seines Besitzes der Basilika Sant’Ambrogio (Mailand) zu vermachen, und einem gewissen Punno die Erlaubnis erteilte, einen Teil seines Landes zu kaufen. Unter den in der Urkunde aufgeführten Ländereien wird zum ersten Mal die Existenz des Dorfes Vercoriaco und des dem heiligen Protasius geweihten Oratoriums erwähnt. In der Tat heißt es in der Urkunde, dass der langobardische Adlige dem Oratorium sancti Prodaci in Vercoriaco alle Gebiete und Besitztümer überließ, die er im Dorf Vercurag.
Mit dem Aufkommen des Feudalismus gelangte Vercurago zusammen mit den Dörfern Calolzio, Olginate und Lecco wahrscheinlich schon um 1050 in den Einflussbereich der bergamasker Familie Benaglio, als deren Gründer, Angilberto Benaglio, von Kaiser Heinrich III. (HRR) dem Schwarzen den Titel eines Grafen von Treviglio verliehen bekam. Zu den Besitztümern von Benaglio gehörte auch die Burg von Somasca, die mit Sicherheit 1158 während der Herrschaft von Kaiser Friedrich Barbarossa in Betrieb war, obwohl man annimmt, dass sie bereits in spätrömischer Zeit in Betrieb war. Nachdem Filippo Benaglio 1250 das bergamasker Bürgerrecht erhalten hatte, wurden seine Besitztümer, darunter auch das Dorf Vercurago, in das Statut der freien Gemeinde Bergamo von 1263 aufgenommen und als Teil der factae von Sant’Alessandro, einer der vier nach den Stadttoren benannten Verwaltungsabteilungen, bezeichnet. In dieser Zeit wurde auch die religiöse Unabhängigkeit der Gemeinde bekräftigt, denn 1264 erhielt die Kirche der Heiligen Gervasius und Protasius vom Propst eine feste Kuratie in der Pieve von Garlate, und im selben Jahr wird das Vorhandensein einer dem Heiligen Barnabas geweihten Kirche in Cremellina berichtet. Die Gemeinde Bergamo wurde bald Teil der Herrschaft von Mailand und im Jahr 1274 eroberte der Welfe Napoleone della Torre, Herr von Mailand, Vercurago und das gesamte San Martino Tal. Mit der Familie della Torre an der Spitze dehnte sich die Macht der Familie Benaglio auf das gesamte Tal aus. 1282 wurde Filippo Benaglio, ein Gefolgsmann Napoleons, zum Herrn von Calolzio und Vercurago ernannt. Das Gebiet von Lecco und das San-Martino-Tal waren immer auf der Seite der Guelfen des Turms, was zu einigen Reibereien mit der ghibellinischen Familie Visconti führte, die fest entschlossen war, die Kontrolle über die Seignorie von Mailand zu erlangen. Die Kämpfe zwischen Guelfen und Ghibellinen eskalierten so sehr, dass am 30. März 1296/97 Lecco und die umliegenden guelfischen Gebiete, darunter auch Vercurago, von Matteo Visconti, dem Herrn von Mailand, mit dem Schwert niedergeschlagen wurden, wobei es ihm gelang, Filippo Benaglio gefangen zu nehmen und nach Mailand zu verschleppen[19]. Im Jahr 1299 wird die Kirche von Sumasca San Bartolomeo zum ersten Mal im Liber notitiae Sanctorun Mediolani von Goffredo da Bussero erwähnt; mit der Gründung dieser Kirche entstand das Dorf Somasca, das zum Besitz der Familie Benaglio und der Pieve von Garlate gehörte.
Am 3. März 1426 erklärte die Republik Venedig dem Herzogtum Mailand den Krieg, dem es nach der mühelosen Einnahme von Brescia gelang, den gesamten westlichen Teil des Herzogtums zu erobern, so dass Vercurago zum ersten Mal Teil der venezianischen Herrschaft wurde. Nur zwei Jahre vergingen und am 18. April 1428 kehrte Vercurago mit dem Frieden von Ferrara in das Herzogtum Mailand zurück. Der Frieden dauerte weniger als drei Jahre, da im Januar 1431 die Kämpfe zwischen Venedig und Mailand wieder aufgenommen wurden und bis 1433 andauerten, als Vercurago zum Grenzgebiet zwischen dem Herzogtum Mailand und der Republik Venedig wurde. Während der kurzen Besetzung durch die Mailänder wurde 1435 die Statuta Municipalia Vallis Sancti Martini verkündet, die ziemlich genaue Gesetze für das gesamte San Martino-Tal festlegte. Nach der Rückeroberung des San-Martino-Tals durch den Anführer Bartolomeo Colleoni, die 1441 mit dem Frieden von Cremona endete, kehrte Vercurago unter venezianische Herrschaft zurück. Erneut wurde der Frieden gebrochen, und 1443 wurde Vercurago wieder Teil der Mailänder Besitzungen. Am 16. Mai 1452 beschloss das Herzogtum Mailand, seine Gebiete östlich des Flusses Adda auszudehnen, indem es den Krieg mit Venedig wieder aufnahm. Nach mehreren Schlachten musste sich das Herzogtum jedoch zurückziehen und Vercurago kehrte am 11. April 1454 mit dem Frieden von Lodi für lange Zeit unter venezianische Herrschaft zurück.
Um der venezianischen Expansion entgegenzuwirken, schloss sich das Herzogtum Mailand am 10. Dezember 1508 der Liga von Cambrai mit Spanien, dem Heiligen Römischen Reich und Frankreich an. Im Jahr 1509 griff der Gouverneur von Mailand, der Franzose Charles II. d’Amboise, die Grenzstädte Calolzio und Vercurago an, die wieder unter mailändischer Kontrolle standen. Wenige Monate nach der Eroberung, am 8. September 1509, gab Charles II. den Befehl, die Burg Somasca dem Erdboden gleichzumachen[16]. Seit dem Durchzug der Franzosen waren Vercurago und ganz Bergamo zwischen Mailand und Venedig umstritten, bis 1516 der Vertrag von Noyon dem Krieg der Liga von Cambrai ein Ende setzte. Am 31. März 1528 wurde Lecco auf Geheiß von Kaiser Karl V. (HRR) ein wirklich unabhängiger Staat unter der Führung des Grafen Gian Giacomo Medici, genannt Medeghino, der, um seine Herrschaft auszuweiten, einen Krieg gegen die Republik der Drei Bünde führte, den Zweiten Musso-Krieg, der erst 1532 beendet wurde. Vercurago, obwohl venezianisch, litt unter den verheerenden Auswirkungen des Krieges, denn in dieser Zeit plünderten die Medeghino das Gebiet um Bergamo mehrmals. Während dieser Angriffe wurde Medeghino von seinem Bruder Battista Medici geraten, die Burg von Somasca wieder aufzubauen, die zu diesem Zeitpunkt nach der Zerstörung durch die Franzosen immer noch in Trümmern lag, aber Medici nahm den Vorschlag nicht an.
Das 17. Jahrhundert war ein gefährliches Jahrhundert, die Zahl der Toten an der Grenze zu Klausen nahm zu, und gegen Ende des Jahrhunderts waren es offiziell mehr als ein Dutzend. Die Gewalt entlang dieser Grenzlinie war so weit verbreitet, dass sogar ein Olivenbaum, der in diesem Gebiet wuchs, dazu benutzt wurde, die Gliedmaßen eines venezianischen Burgwächters namens Michele zu befestigen. Die Gewalt wurde 1630 durch das Auftreten einer neuen Pest verschlimmert, die die Stadt in eine demografische Stagnation stürzte. Im 17. Jahrhundert konnten die Adligen und Mächtigen dank ihrer Bravos jeden Mord begehen, ohne von der Justiz angezeigt zu werden. Zu seinem Unglück wurde jedoch der Fall des Adligen Gennario Benaglio aus Vercura bekannt, der im Januar 1649 den Steuereintreiber Ambrogio Arrigoni durch einen Bravo ermorden ließ. Die Familie des Steuereintreibers ordnete daraufhin aus Rache die Ermordung von Andra Borello, einem Nachkommen der Familie Benaglio, im Oktober desselben Jahres an. Benaglio suchte daraufhin Schutz vor der Justiz und der Familie Arrigoni, indem er den Propst von Olginate um Aufnahme in die Pfarrei bat, was ihm jedoch nicht gewährt wurde. In Vercurago war das Fischen an den Ufern der Adda ebenfalls verboten, denn mit dem Frieden von Lodi war die Fischereierlaubnis auf dem Fluss in Mailänder Besitz übergegangen, was zu Morden und zum Untergang von Kähnen und Booten aus Vercurago führte, die in der Regel nachts zum Fischen ausfuhren.
Der Italienfeldzug von General Napoleon Bonaparte führte am 29. Juni 1797 zur Gründung der Cisalpinischen Republik, die bereits die zuvor venezianischen Gebiete von Bergamo und Brescia umfasste. Vercurago gelangte somit noch vor dem eigentlichen Fall Venedigs am 17. Oktober 1797 nach der Unterzeichnung des Vertrags von Campoformio in den französischen Herrschaftsbereich. Am 24. April 1798 (5. Februar des Jahres VI des Revolutionskalenders wurde Vercurago Teil des Bergdepartements innerhalb des Bezirks Caldone, d. h. des Bezirks Lecco. Die Bürgermeister von Somasca und Erve sowie der Bürgermeister von Vercurago sprachen sich gegen diese Reform aus, die zur Zusammenlegung des Dorfes mit dem historischen Feind führte. Am 26. September 1798 (5 vendemmiale anno VII) wurde mit der Teilung des Departements Serio nach Vercurago die Gemeinde Somasca zusammengelegt und die neue Gemeinde in den Bezirk IV der Sonna eingegliedert, der Caprino als Hauptort hatte. Angesichts der französischen Expansion und der Bildung der zweiten Koalition begann Alexander Wassiljewitsch Suworow Italienfeldzug im Jahr 1799. Als die Truppen des russischen Generals begannen, sich Lecco zu nähern, begannen die zisalpinen Truppen unter dem Kommando des französischen Generals Jean Mathieu Philibert Sérurier, über Vercurago in Richtung der Stadt zu ziehen. In der Schlacht von Lecco kämpften die Franzosen zwischen dem 25. und 27. April gegen die österreichisch-russische Armee unter dem Kommando des russischen Fürsten Pjotr Iwanowitsch Bagration, der während der Schlacht beschloss, die Mauern der bereits zerstörten Burg Somasca zu beschießen.
Nach dem vorübergehenden Zusammenschluss der lombardischen Provinzen mit dem Königreich Sardinien wurde die Gemeinde Vercurago mit 630 Einwohnern, die von einem fünfzehnköpfigen Gemeinderat und einem zweiköpfigen Stadtrat verwaltet wird, auf der Grundlage der durch das Gesetz vom 23. Oktober 1859 geschaffenen territorialen Aufteilung in das Mandamento IX di Caprino, circondario I di Bergamo, Provinz Bergamo, aufgenommen. Bei der Gründung des Königreichs Italien im Jahr 1861 hatte die Gemeinde 688 Einwohner (Volkszählung 1861). Nach dem Gemeindeordnungsgesetz von 1865 wurde die Gemeinde von einem Bürgermeister, einer Junta und einem Rat verwaltet. Im Jahr 1867 wurde die Gemeinde in denselben Bezirk, Kreis und dieselbe Provinz eingegliedert (Verwaltungsbezirk 1867). Im Jahr 1924 wurde die Gemeinde in den Bezirk Bergamo der Provinz Bergamo eingegliedert. Nach der Gemeindereform von 1926 wurde die Gemeinde von einem Podestà verwaltet. Nach der Gemeindereform von 1946 wurde die Gemeinde Vercurago von einem Bürgermeister, einer Junta und einem Rat verwaltet.

## Bevölkerung
| Bevölkerungsentwicklung | Bevölkerungsentwicklung | Bevölkerungsentwicklung | Bevölkerungsentwicklung | Bevölkerungsentwicklung | Bevölkerungsentwicklung | Bevölkerungsentwicklung | Bevölkerungsentwicklung | Bevölkerungsentwicklung | Bevölkerungsentwicklung | Bevölkerungsentwicklung | Bevölkerungsentwicklung | Bevölkerungsentwicklung | Bevölkerungsentwicklung | Bevölkerungsentwicklung |
| ----------------------- | ----------------------- | ----------------------- | ----------------------- | ----------------------- | ----------------------- | ----------------------- | ----------------------- | ----------------------- | ----------------------- | ----------------------- | ----------------------- | ----------------------- | ----------------------- | ----------------------- |
| Jahr                    | 1861                    | 1871                    | 1881                    | 1901                    | 1921                    | 1931                    | 1951                    | 1961                    | 1971                    | 1981                    | 1991                    | 2001                    | 2011                    | 2022                    |
| Einwohner               | 688                     | 708                     | 719                     | 1075                    | 1108                    | 1328                    | 1864                    | 2087                    | 2841                    | 2854                    | 2805                    | 2784                    | 2833                    | 2726                    |
| Quelle: ISTAT           |                         |                         |                         |                         |                         |                         |                         |                         |                         |                         |                         |                         |                         |                         |

## Sehenswürdigkeiten
- Kirche Santi Gervasio e Protasio (Vercurago) ist seit dem 9. Jahrhundert den Heiligen Gervasius und Protasius geweiht und ist mit ihrer Erwähnung im Testament von Rotprando die älteste dokumentierte Kirche in der Provinz Lecco. 1550 in den typischen Formen der Spätgotik renoviert, verdankt es sein heutiges Aussehen einer vollständigen Renovierung im Jahr 1750 durch den Mailänder Architekten Carlo Giuseppe Merlo im Rokoko-Stil und dem Anbau eines Prothyrums im Neoklassizismus im Jahr 1842. Die am 20. September 1857 geweihte Kirche wird von einem Glockenturm flankiert und hat einen rechteckigen Grundriss mit einem einzigen Kirchenschiff. Im Inneren sind die Fresken auf den Medaillons im Gewölbe ein Werk von Luigi Galizzi und stammen aus dem Jahr 1870, die Fresken im Presbyterium sind aus dem 18. Jahrhundert.
- Heiligtum San Girolamo Emiliani. Offiziell als Basilika San Bartolomeo und San Girolamo Emiliani bekannt, wurde sie ab 1592 von den Somaskern auf der ehemaligen Pfarrkirche von Somasca, die dem Heiligen Bartholomäus geweiht war, errichtet.
- Sacro Monte di Somasca ist dem Hieronymus Ämiliani gewidmet, der hier zwischen 1533 und 1537, seinem Todesjahr, mit seiner Kompanie von Dienern der Armen lebte, die später in Somasker umbenannt wurden. Der Eingang zum Sacro Monte ist durch einen Steinbogen gekennzeichnet, von dem eine Allee ausgeht, die von zehn Kapellen des Sacro Monte di Somasca flankiert wird, in denen wichtige Episoden aus dem Leben des Heiligen dargestellt sind. Auf halber Strecke der Allee öffnet sich eine Scala Santa, die zur Eremitage führt, wo sich der Heilige im letzten Jahr seines Lebens zurückzuziehen pflegte.
- Betkapelle Sant’Ambrogio am Schloss des Innominatos wurde am Eingang des Castello dell’Innominato erbaut und wahrscheinlich in der zweiten Hälfte des 14. Jahrhunderts dem Ambrosius von Mailand geweiht, aber wegen der ständigen Kämpfe zwischen den Guelfen und Ghibellinen wurde sie aufgegeben. Später wurde die Kapelle 1534 von Hieronymus Ämiliani restauriert, der hier auch eine Zisterne errichtete, aber nach seinem Tod wurde sie wieder verlassen und 1799 von russischen Kanonen dem Erdboden gleichgemacht. Im September 1892 entdeckte der Architekt Antonio Piccinelli die Fundamente der Kapelle und beschloss, sie 1894 wieder aufzubauen und die Arbeiten im folgenden Jahr abzuschließen.
- Villa Borgomanero mit Garten im Jugendstil, die zu Beginn des 20. Jahrhunderts von der Bauunternehmerfamilie Secomandi erbaut wurde und seit 2002 von der Regionalen Aufsichtsbehörde für Kulturerbe und Aktivitäten in Mailand geschützt wird.
- Das Museum Le sorgenti ist das einzige Museum der Gemeinde, befindet sich in Somasca, gehört den Ursulinenschwestern von San Girolamo und wurde im Jahr 2000 der Öffentlichkeit zugänglich gemacht. Die Sammlung des Museums besteht aus den Gegenständen und Möbeln, die die selige Caterina Cittadini bei ihrer Arbeit für die Waisen benutzte, und die Einrichtung ist so gestaltet, dass sie die Umgebung des Waisenhauses historisch korrekt wiedergibt. Das Gebäude, in dem die Sammlung untergebracht ist, stammt aus dem 17. Jahrhundert, wurde früher als Färberei genutzt und dann 1826 von den Schwestern Giuditta und Caterina Cittadini in ein Waisenhaus für Mädchen umgewandelt.

## Persönlichkeiten
- Hieronymus Ämiliani (* 1486 in Venedig; † 8. Februar 1537 in Somasca, Fraktion von Vercurago) war der Ordensgründer der Somasker und ist der Schutzpatron der Waisen.